# Libertariánská strana (Argentina)

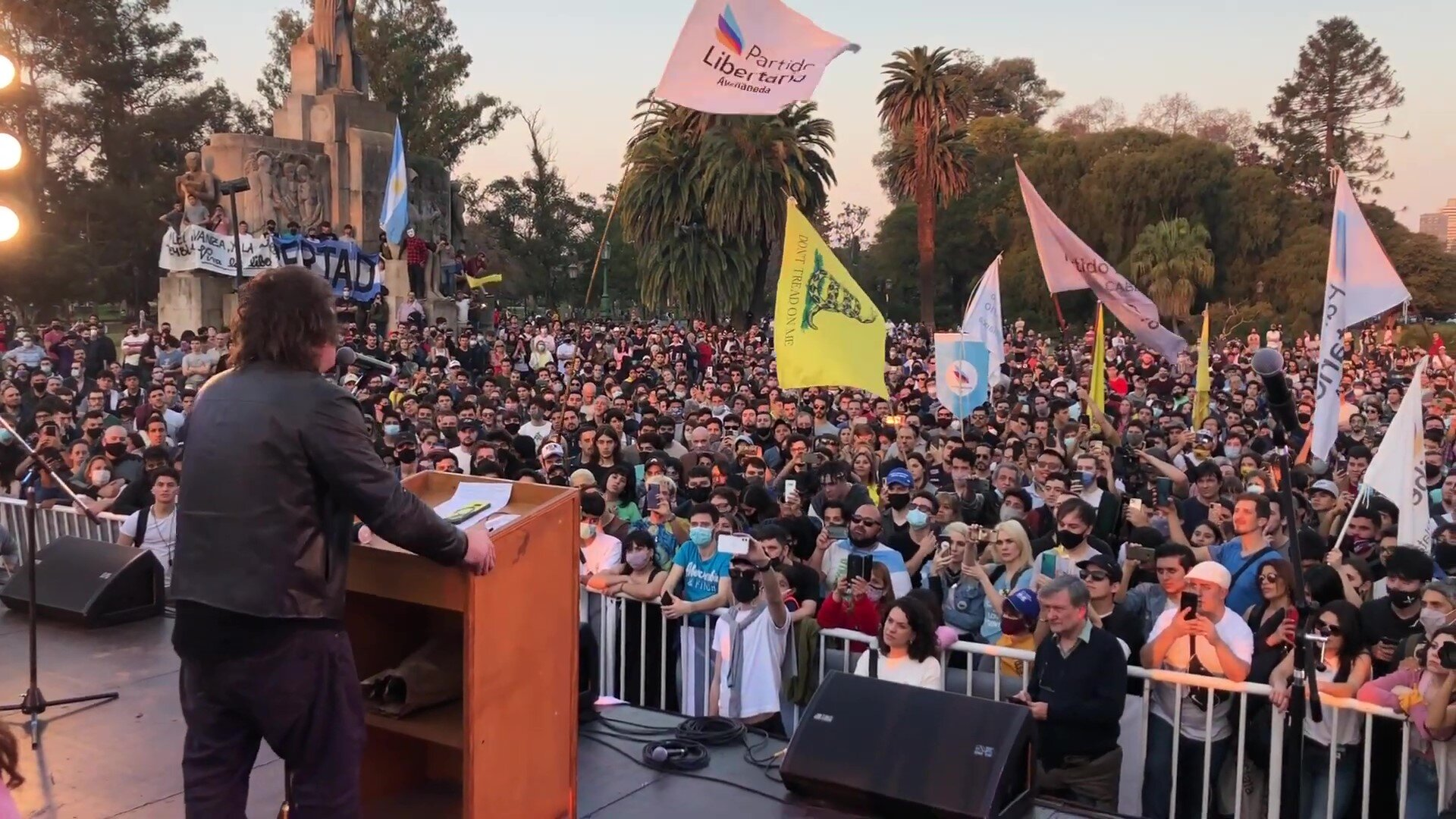
Zahájení volební kampaně Javiera Mileie v Buenos Aires v srpnu 2021

Libertariánská strana (španělsky Partido Libertario) je argentinská paleolibertariánská politická strana.

## Historie
Poprvé se strana zúčastnila prezidentských voleb v roce 2019, když podporovala kandidaturu nezávislého ekonoma José Luise Esperta, který skončil na pátém místě. 14. července 2021 se strana stala zakládající stranou nové anti–kirchneristické argentinské pravicové koalice Postupující svoboda (La Libertad Avanza). V parlamentních volbách v roce 2021 koalice poprvé uspěla se ziskem 17 % hlasů.
V prezidentských volbách v roce 2023 kandidát strany Javier Milei porazil Sergia Massu se ziskem 55% hlasů v druhém kole prezidentské volby. Poté, co 10. prosince 2023 Javier Milei složil prezidentský slib, se strana stala první vládní libertariánskou stranou v historii světa.

## Volební výsledky

### Prezidentské volby
| Rok             | Kandidáti        | Počet hlasů | Podíl v % | Koalice            |
| --------------- | ---------------- | ----------- | --------- | ------------------ |
| 2019            | José Luis Espert | 394 207     | 1,47 %    | Frente Despertar   |
| 2023 (primárky) | Javier Milei     | 7 352 244   | 29,86 %   | La Libertad Avanza |
| 2023 (1. kolo)  | Javier Milei     | 8 034 990   | 29,99 %   | La Libertad Avanza |
| 2023 (2. kolo)  | Javier Milei     | 14 554 602  | 55,65 %   | La Libertad Avanza |

### Parlamentní volby
| Rok  | Počet hlasů | Podíl v % | Poslanců      | Senátorů     | Koalice            |
| ---- | ----------- | --------- | ------------- | ------------ | ------------------ |
| 2019 | 6 440       | 0,31 %    | 0             | 0            | Frente Despertar   |
| 2021 | 358 377     | 1,54 %    | ▲4 (koalice)  | 0            | La Libertad Avanza |
| 2023 | 6 788 400   | 27,90 %   | ▲35 (koalice) | ▲7 (koalice) | La Libertad Avanza |